# 근수루
근수루(近水樓)는 대한민국 전북특별자치도 장수군 계남면 궁양리에 있는 건축물이다. 2015년 6월 3일 장수군의 향토문화유산 제1호로 지정되었다.

## 개요
근수루는 1658년(효종9년) 보성오씨, 남원양씨, 전주박씨들이 자녀들의 훈육을 담당하기 위해 창건한 서당에서 유래. 조선 후기 계조직과 건축활동, 근대기 이후 학교 설립과 변화되는 과정을 그대로 보여주고 있는 역사적 가치가 있다.